# 永浜いりあ
永浜 いりあ（ながはま いりあ、本名=文字違い、フリガナは同じ、1981年6月19日 - ）は、日本のタレント、フィッシングナビゲーター。

## 来歴
1981年6月19日、大阪府に生まれる。
2002年、全日本GT選手権アメリカンレーシング・ロッテアイスクリームクイーンのレースクイーンとしてサーキットデビュー。その後イエローコーン、東洋ゴム工業などのレースクイーンを歴任しながら、テレビ東京のアイドル番組『新・出動!ミニスカポリス』の10代目ミニスカポリスに抜擢。同時期にCSのレースクイーン番組に出演した。
釣り好きだったこともあり、釣り番組（紀行番組）や釣り雑誌、ジョギング雑誌等に活躍の場を移し、アウトドア派の女性タレントに転進。小型船舶免許2級も持つ。
『開運!なんでも鑑定団』（出張お宝鑑定コーナー）のアシスタントを務める。
釣り以外の趣味は、映画鑑賞、ヨガ、読書、ウォーキング、ショッピングなど。
2018年8月末でスターダストプロモーションを退社。

## 出演

### テレビ番組
- 新・出動!ミニスカポリス（テレビ東京系列）
- 開運!なんでも鑑定団（テレビ東京系列）
- 釣りロマンを求めて（2005年8月27日 - 2013年3月30日、テレビ東京系列）
- いつでも釣り気分!(2010年9月1日 - 、BS-TBS・シマノ動画配信サイト SHIMANO TV)
- 地球!夢の楽園紀行〜fishing traveler〜(2009年4月6日 - 2009年4月13日、BS-TBS)
- 遊びの達人Fish&Field(J:COM)
- いりあとこうじの関西ゆられて候(2012年8月20日 - 2013年2月20日、シマノ動画配信サイト SHIMANO TV)
- ラグビーキング（J:COM）
- 北海道釣り紀行 (NHK)
- ぼくらの海 (静岡第一テレビ)
- 静岡○ごとワイド (静岡第一テレビ)
- ハマランチョ (テレビ神奈川)
- ありがとッ! (テレビ神奈川)
- カモンビギナー！ウェルカムボートレース（日本レジャーチャンネル）

### ラジオ
- ショーアップナイター バッテリー （ニッポン放送）
- エキサイトベースボール マネージャー（TBSラジオ）
- フリントストーン (BayFM)
- The Burn (FM横浜)

### CM
- Info-CX Spa Resort Hawaiians編
- リトルシーズサービス
- ロータスクラブ
- ソニーモバイル『Xperia XZ』「防水」篇（2016年）[1][2]

## 作品

### DVD
- 10代目ミニスカポリス「裏ポリス×現役レースクイーン」 (2003年10月31日)
- レースクイーン大水泳大会 (2003年12月21日)
- 遊びの達人Fish&Field Vol.1～17

### CD
- RACEQUEEN in the DARK vol5

## 著書
- 永浜いりあのHappy Fishing Days! (2010年2月、舵社) ISBN 978-4807251247

## 連載
- 雑誌「BAKU×BAKU」（TOP JAPAN）
- 永浜いりあのオススメFishing（@niftyつり連載）
- いりあのみんな釣り族（日刊スポーツ釣りコーナー、毎月第1金曜日）
- 永浜いりあの Fishing Days(週刊つりニュース連載)
- 永浜いりあの釣りドル日記（携帯サイト爆釣チャンネル アングラーズCafe'連載）
- 永浜いりあのチャレンジ!夢釣行 (地球丸 SALTWATER連載 2010年9月号 - 2012年4月号)
- わくわく釣りたい!!島釣行 (地球丸 SALTWATER連載 2012年10月号 - )
- いりあと浩次のゆられて候 (岳洋社 関西のつり連載 2011年5月号 - 2013年4月号)
- いりあのへら釣り夢中宣言! (へら鮒社 へら鮒連載 2011年5月号 - 2012年12月号)
- 永浜いりあ目指せ銀鱗レディ!? (へら鮒社 へら鮒連載 2013年1月号 - 2013年5月号)
- うなぎ百撰
- 雑誌「ヒレピン」 (あおば出版)